# Tréguier
Tréguier (bretonsko Landreger) je pristaniško naselje in občina v francoskem departmaju Côtes-d'Armor regije Bretanje. Leta 2006 je naselje imelo 2.676 prebivalcev.

## Geografija
Kraj leži v bretonski pokrajini Trégor ob združitvi rek Jaudy in Guindy v enotno reko - estuarij Rivière de Tréguier, 19 km vzhodno od Lanniona.

## Zgodovina
Tréguier je zgodovinsko glavno mesto pokrajine Trégor in središče istoimenske škofije, ustanovljene leta 542, ko je na tem ozemlju deloval sveti Tugdual († 563), eden od sedmih ustanoviteljev Bretanije. Ob ukinitvi škofije med francosko revolucijo je njeno ozemlje pripadlo Saint-Briecu.

## Uprava
Tréguier je sedež istoimenskega kantona, v katerega so poleg njegove vključene še občine Camlez, Coatréven, Langoat, Lanmérin, Minihy-Tréguier, Penvénan, Plougrescant, Plouguiel in Trézeny z 12.189 prebivalci.
Kanton Tréguier je sestavni del okrožja Lannion.

## Zanimivosti
Staro središče Tréguiera je zaščiteno območje. Večina mestnih stavb v tem delu je vpisanih na seznam francoskih zgoovinskih spomenikov.  
- gotska katedrala sv. Tugduala iz 14. in 15. stoletja, z grobnicama sv. Iva Kermartinskega (1250-1303) in Ivana V., vojvode Bretonskega (1389-1442),
- nekdanji sedež škofije, mestna hiša,
- rojstna hiša francoskega pisatelja, filozofa in zgodovinarja Ernesta Renana (1823-1892),
- avguštinski samostan.

- Mestna hiša
- Ulica Ernesta Renana s katedralo v ozadju